# Teal Bunbury
Teal Bunbury (* 27. Februar 1990 in Hamilton, Ontario) ist ein US-amerikanisch-kanadischer Fußballspieler.

## Jugend und College
Bunbury wurde 1990 in Hamilton, Ontario in Kanada geboren. Seine Mutter stammt aus den USA und sein Vater, der ehemalige Fußballprofi Alex Bunbury, ist Kanadier. Im Alter von zwei Jahren zog er mit seiner Familie nach England, da sein Vater bei West Ham United spielte. Ein Jahr später wechselte Alex Bunbury zu Marítimo Funchal nach Portugal. Als Teal zehn Jahre alt war, kam er wieder in die Vereinigten Staaten zurück. Von da an wohnte er in Prior Lake, Minnesota und besuchte die Shattuck-St. Mary’s High School in Faribault. Bevor er aufs College ging, spielte er für Apple Valley Juventus.
An der University of Akron spielte er zwei Jahre lang in der Collegemannschaft und wurde dabei in 48 Spielen eingesetzt. In der Saison 2008 erzielte er sechs Tore in 23 Spielen und wurde damit zweitbester Torschütze der Mannschaft. Zur Saison 2009 verließ der bisherige Stürmerfavorit Steve Zakuani die Mannschaft und Bunbury wurde in allen Spielen eingesetzt u. a. auch im Finale Division I Men’s College Cups. Mit 17 Toren wurde er der erfolgreichste Torjäger des Jahres im Collegefußball. Während der Saison erhielt Bunbury viele Auszeichnungen. Er wurde dreimal zum Spieler der Woche in der Mid-American Conference gewählt und war im Top Drawer Soccer's national Team of the Week.
Während seiner Zeit am College spielte er außerdem für Rochester Thunder in der USL Premier Development League und für Chicago Fire Premier in der USL Super-20 League.

## Vereinskarriere
Nach zwei Jahren mit den Akron Zips beschloss Bunbury, weiterhin Fußball spielen zu wollen, und unterschrieb mit der Major League Soccer einen Generation-Adidas-Vertrag. Er wurde in der ersten Runde des MLS SuperDraft 2010 von den Kansas City Wizards gedraftet.
Sein Debüt gab er am 27. März 2010 im ersten Spiel der Wizards in der MLS-Saison 2010 gegen D.C. United. Am 13. April erzielte er im U.S.-Open-Cup-Spiel gegen die Colorado Rapids sein erstes Tor. Obwohl er während seiner Collegezeit als Mittelstürmer auftrat, spielt er in der MLS mehr im offensiven Mittelfeld bzw. hinter den Spitzen.
Nach vier Jahren bei Sporting wechselte er am 19. Februar 2014 zu New England Revolution. Kansas City erhielt dafür eine Ablösesumme und das Recht auf ein Pick in der ersten Runde des MLS SuperDraft 2015.

## Nationalmannschaft
Bunbury spielte von 2007 bis 2009 für die U-17 und U-20 Kanadas. Obwohl er in einem Interview angab, nicht für die USA spielen zu wollen, sondern für Kanada, nahm er am 11. November 2010 die Einladung zur Berufung in die A-Nationalmannschaft der USA an.
Am 17. November 2010 gab er sein Länderspieldebüt im Spiel gegen Südafrika.
In seinem zweiten Länderspiel erzielte Bunbury sein erstes Länderspieltor. In einem Testspiel gegen Chile am 22. Januar 2011 traf er per Elfmeter in der 75. Minute und erzielte damit den Ausgleich zum 1:1 Endstand.